# چسلین کلبه
چسلین کلبه (انگلیسی: Cheslin Kolbe؛ زادهٔ ۲۸ اکتبر ۱۹۹۳) ورزشکار راگبی ۷ نفره اهل آفریقای جنوبی است.
وی در مسابقات کشوری و بین‌المللی در مجموع برندهٔ ۱ مدال برنز شده‌است.